# Asclepias mellodora
Asclepias mellodora là một loài thực vật có hoa trong họ La bố ma. Loài này được A.St.-Hil. mô tả khoa học đầu tiên năm 1825.